# Sheng Yeh Liang
Sheng Yeh Liang (translitera del 梁盛業) (n. 1950) es un botánico chino, un especialista en la familia de las teáceas.
Trabaja en el "Instituto de Botánica", de la Academia China de las Ciencias. En su vida de investigación, identificó y nombró, a marzo de 2012, 34 nuevas especies de planta.
- La abreviatura «S.Ye Liang» se emplea para indicar a Sheng Yeh Liang como autoridad en la descripción y clasificación científica de los vegetales.[1]